# يجب أن يكون هذا المكان
يجب أن يكون هذا المكان (بالإنجليزية: This Must Be the Place)‏ هو فيلم درامي إيطالي فرنسي إيرلندي صدر عام 2011 من إخراج باولو سورينتينو، وكتابة سورينتينو وأومبرتو كونتاريلو تم إصداره في الولايات المتحدة في أواخر عام 2012. من بطولة شون بين وفرانسيس مكدورماند.

## وصلات خارجية
يجب أن يكون هذا المكان على موقع IMDb (الإنجليزية)
- يجب أن يكون هذا المكان على موقع ميتاكريتيك (الإنجليزية)
- يجب أن يكون هذا المكان على موقع الموسوعة البريطانية (الإنجليزية)
- يجب أن يكون هذا المكان على موقع روتن توميتوز (الإنجليزية)
- يجب أن يكون هذا المكان على موقع نتفليكس (الإنجليزية)
- يجب أن يكون هذا المكان على موقع قاعدة بيانات الأفلام العربية
- يجب أن يكون هذا المكان على موقع ألو سيني (الفرنسية)
- يجب أن يكون هذا المكان على موقع أول موفي (الإنجليزية)
- يجب أن يكون هذا المكان على موقع بوكس أوفيس موجو (الإنجليزية)
- يجب أن يكون هذا المكان على موقع فيلمافينيتي (الإسبانية)